# Mordechai Hager
Mordechai Hager (n. 14 iulie 1922, Oradea, România – d. 16 martie 2018, New York City, New York, SUA) a fost un rabin originar din Oradea, liderul mondial al dinastiei hasidice Vizhnitz.

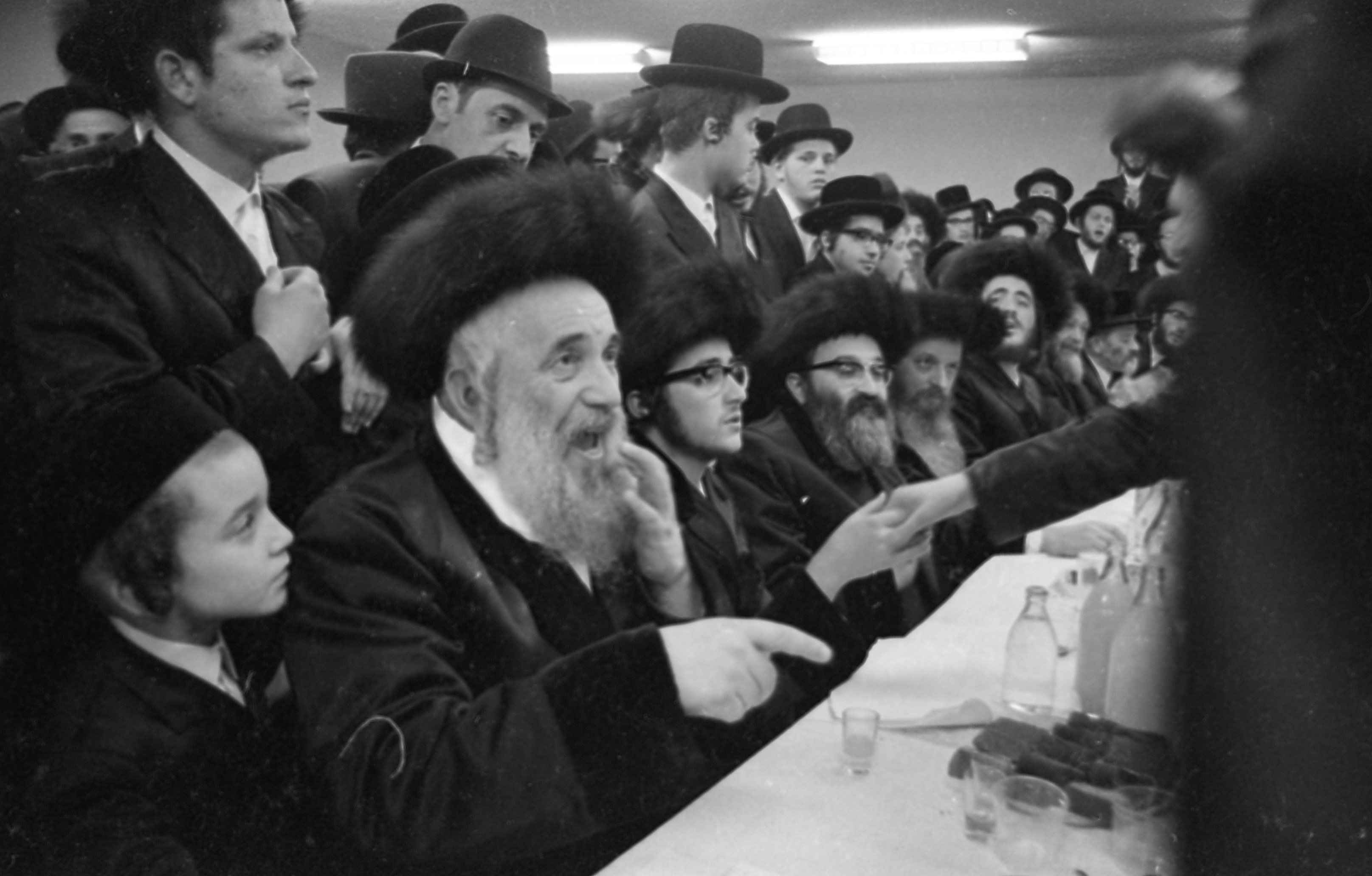
Imagine de la nunta fiului rabinului Mordechai Hager